# Hendrik Witbooi (Politiker)
Hendrik Witbooi, eigentlich ǃNanseb ǀGabemabKlicklaut (* 7. Januar 1934 in Gibeon, Südwestafrika; † 13. Oktober 2009 in Windhoek), war ein namibischer Politiker der SWAPO. Er war Urenkel von Hendrik Witbooi.
Während des namibischen Befreiungskampfes war Witbooi mehrfach interniert. Nachdem er sich bereits 1976 der SWAPO angeschlossen hatte, wurde er 1984 deren Vizepräsident. 1980 war er Mitglied der Verfassunggebenden Versammlung Namibias.
Witbooi war von der Unabhängigkeit Namibias im März 1990 bis März 2005 namibischer Vizepremierminister. Von 1990 bis 1995 zusätzlich Arbeitsminister. Von 1978 bis zu seinem Tod war er Kaptein der Witbooi-Nama.